# Glenwood Springs
Glenwood Springs es una ciudad ubicada en el condado de Garfield en el estado estadounidense de Colorado. En el año 2010 tenía una población de 9614 habitantes y una densidad poblacional de 769,12 personas por km².

## Geografía
Glenwood Springs se encuentra ubicada en las coordenadas 39°32′48″N 107°19′29″O / 39.54667, -107.32472.

## Demografía
Según la Oficina del Censo en 2000 los ingresos medios por hogar en la localidad eran de $43 934, y los ingresos medios por familia eran $52 903. Los hombres tenían unos ingresos medios de $38 506 frente a los $29 272 para las mujeres. La renta per cápita para la localidad era de $23 449. Alrededor del 7.9% de la población estaba por debajo del umbral de pobreza.